# Bonnierella angolae
Bonnierella angolae är en kräftdjursart som beskrevs av J. L. Barnard 1962. Bonnierella angolae ingår i släktet Bonnierella och familjen Ischyroceridae. Inga underarter finns listade i Catalogue of Life.